# Papa Ioan al XVII-lea
Papa Ioan al XVII-lea ((n.  ?, Rapagnano, Marche, Italia – d. 12 decembrie 1003, Roma, Statele Papale); numele adevărat: Giovanni Sicco) a fost, doar pentru jumătate de an, un papă al Romei. Se pare că domnia lui a durat din 16 mai până-n 6 noiembrie 1003.
Giovanni Sicco s-a născut în cartierul roman Biberetica, casa lui natală fiind situată aproape de Coloana lui Traian. Mai departe se știe că numele tatălui său era tot Giovanni. Istoricii presupun că familie sa se trăgea din crescențieni.
După decesul lui Silvestru al II-lea Giovanni al II-lea Crescențiu l-a făcut papă pe Giovanni, așa că era dependent de acest nobil. Bineînțeles, sunt puține fapte sigure din pontificatul  său scurt. De pildă, încerca să intre  în legătură cu Henric al II-lea în relații prospere , însă era împiedicat de Crescențiu.
Cea mai importantă decizie a lui Ioan al XVII-lea era numirea lui Benedict (Benedetto) în rang de misionar și trimiterea acestuia  în Polonia. Astfel începea creștinizarea slavilor.
Nu se știe la ce vârstă a decedat Ioan al XVII-lea la sfârșitul anului 1003. Chiar dacă este considerat un papă de o importanță scăzută , dispunem de inscripția mormântului său din 1040 (în această sunt menționate încă trei persoane din familia sa).
În principiu, cu Ioan al XVII-lea începe  numerotația  greșită a papilor cu nume de Ioan. Însă "papa" Ioan al XVI-lea fusese impus de către tatăl lui Crescențiu , Crescențiu I. Nomentanus, așa că fiul său îl considera papă legitim.
Surse:^
- Johannes XVII. (http://www.bbkl.de/j/Johannes XVII. shtml). În: Biographisch-bibliographisches Kirchenlexikon (BBKL)
- Reclams Lexikon der Päpste, pag. 381, ISBN 3-15-010588-9

1. ↑  Catholic-Hierarchy.org, accesat în 16 octombrie 2020